# Puerta de Santa Ana
La Puerta de Santa Ana  es una puerta fortificada de la ciudad española de Melilla. Se encuentra situada en la Muralla de las Puertas,  entre la Plaza de la Avanzadilla y la Capilla de Santiago del Primer Recinto Fortificado  y comunicando este con el de Melilla la Vieja, en Melilla (España), forma parte del Conjunto Histórico Artístico de la Ciudad de Melilla, un Bien de Interés Cultural.

## Historia
Fue iniciada en 1527 por Tadino de Martinengo y terminada después por Juan Vallejo en estilo gótico contando con un arco apuntado en piedra de excelente labra.
Era la puerta de acceso a la Villa nueva, desde la Villa vieja, antes de la construcción de la Puerta de Santiago
Fue reconstruida en 1908 con un arco de medio punto en ladrillo macizo, según proyecto del ingeniero Carmelo Castañón, tras el agrietamiento de la fábrica producido por la Torre de la Vela. entre julio y agosto de 2018 se restauró la fábrica postiza de ladrillo

## Descripción
Cuenta con un arco de medio punto en ladrillo macizo junto al que se encuentra el Escudo Imperial de Carlos V
Sobre ella se encuentra un habítaculo.